# Verbrauchssteuer
Verbrauchssteuern sind in der Finanzwissenschaft und der Steuerlehre eine Steuergruppe, die an den Verbrauch bestimmter Güter oder Dienstleistungen anknüpft.

## Allgemeines
Da in Deutschland im Steuerrecht, vor allem in der Amtssprache und in der Finanzwissenschaft, traditionell das Fugen-s weggelassen wird (Einkommensteuer, Körperschaftsteuer, Aufwandsteuer, Verkehrsteuer), sind die deutschen Verbrauchsteuern im Artikel Verbrauchsteuer beschrieben. In Österreich und der Schweiz dagegen wird häufig das Fugen-s verwendet.
Verbrauchssteuern knüpfen an die Einkommensverwendung an.

## Abgrenzung und Definition
Schwierig ist gelegentlich die Abgrenzung der Verbrauchssteuern gegen Verkehrsteuern: Verkehrsteuern knüpfen an Rechtsakte (z. B. die Börsenumsatzsteuer an ein Börsengeschäft) an, Verbrauchssteuern hingegen an Wertschöpfung (z. B. die Sektsteuer an dem Umsatzerlös des Sektes). Die Erhebung von Verbrauchssteuern knüpft nun typischerweise an den Rechtsakt des Inverkehrbringens an. So fällt im Beispiel die Sektsteuer durch den Rechtsakt des Verkaufes an. In der Finanzwissenschaft wird daher als Maßstab typischerweise der Kumulationseffekt oder die Lawinenwirkung als Unterscheidungsmaßstab gewählt. Im Beispiel der Börsenumsatzsteuer fällt die Steuer beim nächsten Verkauf erneut an (Verkehrssteuer), die Sektsteuer fällt hingegen nur einmalig an (Verbrauchssteuer).
Eine Reihe von Steuern werden in der finanzwissenschaftlichen Literatur als Grenzfälle diskutiert. So werden Versicherungs- und Hundesteuer in der Fachliteratur nur teilweise zu den Verbrauchssteuern gezählt.
Gelegentlich wird eine abweichende Definition verwendet; Verbrauchssteuern sind danach solche, die nur den Privaten Verbrauch im Sinne der VGR belasten. Siehe hierzu Konsumsteuer.
Die Steuer kann entweder als Mengensteuer oder als Wertsteuer erhoben werden.

## Arten von Verbrauchsteuern
Ohne Anspruch auf Vollständigkeit hier einige Verbrauchsteuern:
| Steuergruppe     | Steuerart | Steuerobjekt |
| ---------------- | --- | --- |
| Verbrauchsteuern | Alkoholsteuer Alkopopsteuer Biersteuer Energiesteuer Fischereisteuer Jagdsteuer Kaffeesteuer Schaumweinsteuer Stromsteuer Tabaksteuer Zwischenerzeugnissteuer | Besteuerung alkoholischer Getränke Besteuerung von Alkopops Besteuerung von Bier Besteuerung von Energie Besteuerung der Fischerei Besteuerung der Jagdausübungsberechtigten Besteuerung von Kaffee Besteuerung von Schaumwein Besteuerung von elektrischem Strom Besteuerung von Tabakerzeugnissen Besteuerung von alkoholischen Getränken, die nicht als Bier, Schaumwein oder Wein versteuert werden |

Steuergruppen umfassen volkswirtschaftliche Größen wie Einkommen oder Konsum (Stromgrößen) und Vermögen oder Kapital (Bestandsgrößen). An sie knüpfen steuerliche Bemessungsgrundlagen an.
Die Luxussteuer kann entweder eine Aufwandsteuer sein wie beispielsweise die Hundesteuer, welche die Hundehaltung zu privaten Zwecken besteuert, oder eine Verkehrsteuer, wenn bei der Veräußerung von Luxusgütern eine erhöhte Umsatzsteuer fällig wird.
Eine Vielzahl von Verbrauchsteuern wurde aufgegeben, so insbesondere Essigsäuresteuer, Getränkesteuer, Kernbrennstoffsteuer, Leuchtmittelsteuer, Mineralwassersteuer, Salzsteuer, Spielkartensteuer, Teesteuer, Zuckersteuer oder Zündwarensteuer. Die Getränkesteuer betraf lediglich nicht-alkoholische Getränke.

## Ökonomische Wirkung spezieller Verbrauchssteuern

### Neoklassische Betrachtung

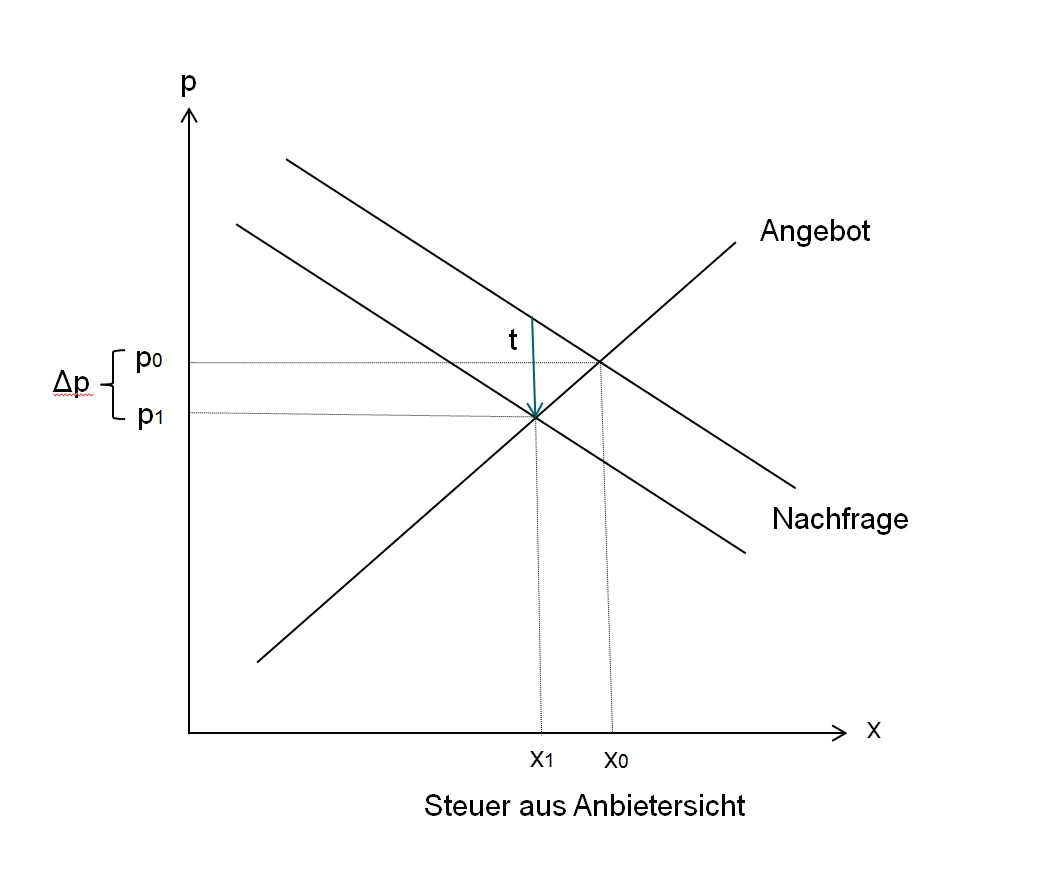
Abb. 1: Verbrauchssteuer aus Anbietersicht

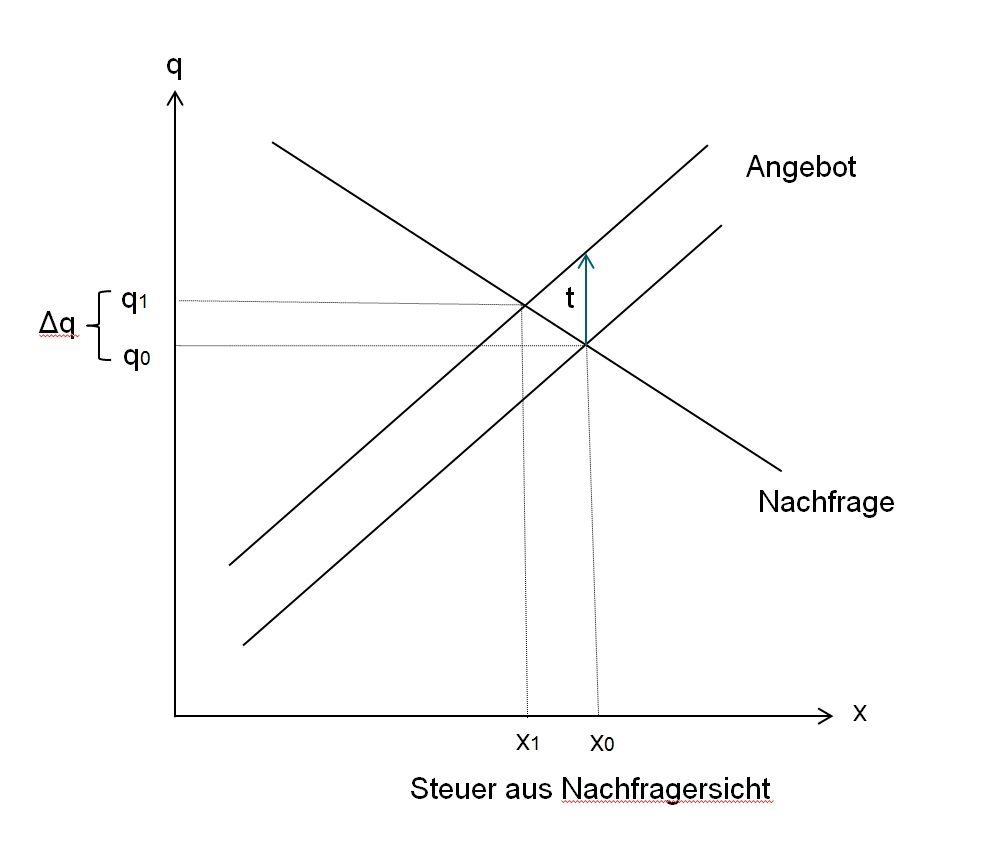
Abb. 1: Verbrauchssteuer aus Nachfragersicht

Spezielle Verbrauchssteuern verändern Angebot, Nachfrage und Umsatz dieser Güter.
Bei einer Mengensteuer ergibt sich der Bruttopreis {\displaystyle q} aus der Summe aus dem Nettopreis {\displaystyle p} und dem Steuerbetrag {\displaystyle t}:
{\displaystyle q=p+t}.
Die ökonomische Grundannahme lautet nun, dass die Nachfrager sich am Bruttopreis {\displaystyle q} orientieren (den sie bezahlen müssen) und die Anbieter am Nettopreis {\displaystyle p} (den sie erhalten).
Aus Sicht der Anbieter wirkt die Steuer wie ein Rückgang der Nachfrage. Die Nachfragekurve verschiebt sich (wie in Darstellung 1 gezeigt) um den Steuerbetrag {\displaystyle t} nach unten. Damit reduziert sich die angebotene Menge von {\displaystyle X0} auf {\displaystyle X1}, und der Nettopreis {\displaystyle p} sinkt um {\displaystyle \Delta p}. Der Nettopreis sinkt jedoch nicht um die Höhe der Steuer, sondern um einen kleineren Betrag.
Aus Sicht der Nachfrager wirkt die Steuer wie eine Verteuerung des Angebots. Die Angebotskurve verschiebt sich (wie in Darstellung 2 gezeigt) um den Steuerbetrag {\displaystyle t} nach oben. Damit steigt der Bruttopreis, {\displaystyle q} sinkt um {\displaystyle \Delta q}. Der Bruttopreis steigt jedoch ebenfalls nicht um die Höhe der Steuer, sondern um einen kleineren Betrag. Eine vollständige Steuerüberwälzung auf den Verbraucher erfolgt daher typischerweise nicht. Insgesamt sinkt daher der Umsatz des Gutes, der Bruttopreis steigt und der Nettopreis sinkt.
Die Frage, in welchem Umfang eine Überwälzung der Steuer auf den Endverbraucher erfolgt, hängt von der Angebots- und der Nachfrageelastizität ab.
Bei einer vollkommen unelastischen Nachfrageelastizität (die Nachfrage ist vom Preis unabhängig) würde die Steuer vollständig überwälzt werden. Würde beispielsweise eine spezielle Verbrauchssteuer auf die Gebühr für den TÜV erhoben werden, würden die Autofahrer genauso oft zum TÜV fahren wie ohne diese Steuer. Die Steuer würde vollständig überwälzt werden.
In der Praxis kommt es aber zu einer nur teilweisen Überwälzung. Das Verhältnis {\displaystyle \Delta p} zu {\displaystyle \Delta q} wird Lastenverteilmaß genannt und gibt an, wie hoch der überwälzte Anteil ist.

### Bewertung
Aus neoklassischer Sicht verursacht die Einführung einer speziellen Verbrauchssteuer ceteris paribus Wohlfahrtsverluste dadurch, dass der Umsatz des betreffenden niedriger und der Verbraucherpreis höher liegt als unter den Bedingungen eines vollkommenen Marktes. Eine allgemeine Verbrauchssteuer ist daher aus dieser Sicht vorzuziehen, da die Marktverzerrungen zwischen unterschiedlich besteuerten Gütern entfällt.
Da die Bedingungen eines vollkommenen Marktes in der Praxis nicht gegeben sind, können aber spezielle Verbrauchssteuern aus ökonomischer Sicht in manchen Fällen dennoch zu einer Steigerung der Wohlfahrt führen. Beispiele sind:
- Spezielle Verbrauchssteuern können der Internalisierung externer Effekte dienen,
- Reduzierte Sätze für Verbrauchssteuern für bestimmte Produkte können die zu geringe Nachfrage nach meritorischen Gütern korrigieren,
- Verbrauchssteuern auf Luxusgüter (Luxussteuern) können der Umverteilung dienen.

## Motivation für die Einführung von Verbrauchssteuern
Verbrauchssteuern gehören zu den ältesten Steuern. Ein Grund hierfür ist die (für manche Produkte) einfache Erfassung der Besteuerungsgrundlage und die Besteuerung bei einer kleinen Zahl von steuerpflichtigen Herstellern oder Händlern. Die älteste Verbrauchsteuer auf deutschem Boden dürfte die Salzsteuer gewesen sein, die bereits im fränkischen Reich erhoben wurde. Da die Salzproduktion sich an einer kleinen Zahl von Stellen konzentrierte, war die technische Abwicklung der Steuer einfach.
Zentrales Motiv für die Erhebung von Verbrauchssteuern ist das fiskalische Motiv. Neben der Besteuerung des Einkommens und der Besteuerung des Vermögens ist die Erhebung von Verbrauchssteuern die wichtigste Einnahmequelle der Staaten.
Spezielle Verbrauchssteuern werden darüber hinaus mit einer staatlicherseits erwünschten Lenkungswirkung begründet: Sie sollen der Förderung der Gesundheit (z. B. Tabaksteuer), dem Umweltschutz (z. B. CO2-Steuer) oder der Hebung der Moral (z. B. Spielbankabgabe) dienen. Ist die Lenkungswirkung Hauptzweck der Steuer, spricht man von einer Lenkungssteuer.
Entgegen dem Gesamtdeckungsprinzip wird vielfach auch argumentiert, spezielle Verbrauchssteuern seien ein Entgelt für Infrastruktur (z. B. Mineralölsteuer) oder für erhöhte Staatsausgaben (z. B. Hundesteuer). Tatsächlich fließen sämtliche Steuereinnahmen in den Staatshaushalt, aus dem dann die Staatsausgaben für öffentliche Aufgaben wie Daseinsvorsorge bestritten werden.

## International

### Europäische Union
Harmonisierte Verbrauchsteuern
Die Steuern auf Energieerzeugung|Energieerzeugnisse und elektrischer Strom|elektrischen Strom, Alkohol und alkoholische Getränke sowie Tabakwaren sind im europäischen Recht gemäß Art. 1 Abs. 1  Verbrauchsteuersystemrichtlinie (Richtlinie 2008/118/EG) harmonisiert. Grundlegend für die Definition der einzelnen Steuerobjekte sind die Richtlinie 2003/96/EG für Energie, die Richtlinie 92/83/EWG für Bier und Biermischgetränke im Sinne der KN-Codes 2203 und 2206 sowie die Richtlinie 95/59/EG, Richtlinie 92/79/EWG und Richtlinie 92/80/EWG für Tabakwaren. Nur die dort definierten Steuergegenstände werden in jedem Mitgliedstaat der Europäischen Union besteuert. Die Richtlinien enthalten verbindliche Bestimmungen wie z. B. Mindeststeuersätze oder Bestimmungen zum steuerfreien Verkehr, sind aber lediglich mittelbares EU-Recht. Sie müssen somit in nationalen Gesetzen, wie zum Beispiel durch das Energiesteuergesetz, umgesetzt werden.
Eine Besonderheit stellt Stillwein dar, für den der Mindeststeuersatz 0 EUR beträgt, der aber als verbrauchsteuerpflichtige Ware im Schaumweinsteuergesetz erfasst ist.
Die Verbrauchsteuersystemrichtlinie lässt in Art. 1 Abs. 2 und 3 den EU-Mitgliedstaaten einen Freiraum für die Neueinführung von rein nationalen Verbrauchsteuern. Ein Beispiel ist die deutsche Alkopopsteuer.
Warenverkehr mit anderen Mitgliedsstaaten
Es sind folgende Fallgruppen zu unterscheiden:
- Versand zwischen Unternehmen:[6] Der Versand dieser Waren kann unversteuert erfolgen, dann entsteht die Steuer im Bestimmungsland. Der Versand muss über das Computersystem EMCS abgewickelt werden. Bei versteuerter Ware (sogenannter „steuerrechtlich freier Verkehr“) entsteht die Steuer ebenfalls im Bestimmungsland, also zunächst doppelt. Wenn der Nachweis geführt wird, dass die Ware im Bestimmungsland steuerlich erfasst wurde, kann die Steuer im Versenderland erstattet werden.
- Reiseverkehr (Privatpersonen): Die Steuer entsteht im Herkunftsland, falls die Reisefreimenge nicht überschritten wird. Bei größeren Mengen wird widerleglich vermutet, dass es sich um einen gewerblichen Transport handelt. Falls diese Vermutung nicht widerlegt werden kann, entsteht die Steuer doppelt.
- Versandhandel (Versand von Unternehmen an Privatpersonen): Der Versandhändler hat vor dem Versand einen Beauftragten im Bestimmungsland zu bestellen. Dieser muss sich bei seinem zuständigen Hauptzollamt anmelden und erfüllt alle steuerlichen Pflichten. Ein Beispiel für die Bestimmungen findet sich in § 21 Schaumweinsteuergesetz. Hält sich der Versender nicht an diese Regelungen, wird er selbst Steuerschuldner. Beim Versandhandel kann der – private – Empfänger also niemals unmittelbarer Steuerschuldner werden.
- Nichtharmonisierte Verbrauchsteuern (wie Kaffee): Für diese Waren gelten die Bestimmungen über den Reiseverkehr und zum Verbringen der Ware aus dem steuerrechtlich freien Verkehr anderer Mitgliedsstaaten. Ein Verkehr unter Steueraussetzung ist nicht möglich. Die Bestimmungen über den Versandhandel gelten nur in Richtung deutsches Steuergebiet.

### Österreich
In Österreich gibt es folgende Verbrauchssteuern: Alkoholsteuer, Biersteuer, Elektrizitätsabgabe, Erdgasabgabe, Kohleabgabe, Mineralölsteuer und Tabaksteuer. Für Wein und Schaumwein fallen keine Verbrauchssteuern an. Die novellierten österreichischen Verbrauchssteuergesetze (Alkoholsteuergesetz 2022, Biersteuergesetz 2022, Tabaksteuergesetz 2022 und Mineralölsteuergesetz 2022) sind seit dem 1. Jänner 2022 in Kraft.

### Schweiz
Die wichtigste Verbrauchssteuer in der Schweiz ist die Mehrwertsteuer, die in Deutschland zu den Verkehrsteuern gehört. Zu den direkten Bundessteuern zählen die Automobilsteuer, Biersteuer, Mineralölsteuer (erfasst auch Erdgas), Tabaksteuer sowie die Steuer auf Spirituosen. Verbrauchsteuern werden aus Gründen der Zweckmäßigkeit beim Hersteller oder Händler erhoben und zählen deshalb zu den indirekten Steuern. Zudem wird eine Lenkungsabgabe auf flüchtige organische Verbindungen und eine Lenkungsabgabe auf CO2 erhoben.